# Марија Монтесори
Марија Текла Артемисија Монтесори (итал. Maria Tecla Artemisia Montessori; Кјаравале, 31. август 1870 — Нордвик, 6. мај 1952) била је италијанска лекарка, образовна радница и педагошкиња, филозофкиња и филантропкиња; најпознатија је по свом образовном систему „Монтесори“, који се односи на децу од рођења до адолесценције. Њене образовне методе су и данас у примени у великом броју државних и приватних школа широм света.

## Биографија

### Школовање
Марија Монтесори је рођена у Кјаравалеу, у провинцији Анкона, у Италији. Њен отац, Алесандро, био је рачуновођа, а мајка, Ренилде Стопани, била је такође добро образована и гајила је љубав ка књижевности. Када је имала 5 година, цела породица се преселила у Рим, где је, по завршетку основне школе, наставила школовање на Регионалном техничком институту „Леонардо да Винчи“, са намером да постане инжењер. У то време, када су се жене углавном бавиле друштвеним наукама, то није било уобичајено.
До матуре су се њене жеље измениле, па је желела да упише медицински факултет. Иако су је родитељи наговарали да почне да се бави образовним радом, тј. да постане наставник у школи, она је чврсто остала при својој одлуци да постане лекар. Поред њених родитеља, међутим, ни тадашње друштво није било спремно на такво нешто: на медицинском факултету сви студенти су били мушкарци и Марији је одбијен упис. Након неуспешног разговора са професором, Марија се није предала и наводно му је одговорила: „Ја знам да ћу постати лекар.“ Постоје тврдње да се на крају у спор умешао и сам папа Лав XIII, помоћу кога се Монтесори успешно уписала на Универзитет у Риму, на одсеку за физику, математику и природне науке и две године касније дипломирала. На основу те дипломе је без проблема уписала медицински факултет и тако постала прва женска особа у Италији која је завршила медицински факултет, на Универзитету „Ла Сапијенца“ у Риму.

### Рад

#### Почеци
Одмах након што је као врло добар студент дипломирала, у јулу 1896. године, Монтесори се запослила у болници „Сан Ђовани“ у склопу универзитета. Исте године је добила молбу да представља Италију на Међународном конгресу за права жена, на којем је у свом говору заступала друштвене реформе по којима жене треба да имају иста права као и мушкарци. Новинар који је извјештавао са конгреса упитао ју је како пацијенти реагују на женског лекара, на шта је она одговорила да „они осећају кад неко заиста брине о њима... само виши слојеви имају предрасуде по којима жена не може водити користан живот“ У новембру 1896. године је примљена као асистент у болници „Санто Спирито“ у Риму. Ту је углавном радила са сиромашнима и, нарочито, са њиховом децом. Њен рад је запажен као „брижљив“, док се старала да буду нахрањени и на топлом, препознавала њихове болести и лечила их. Године 1897. је добровољно приступила истраживачком програму у психијатријској клиници Универзитета у Риму, где је радила са Ђузепеом Монтесанијем, са којим ће касније развити љубавну везу.
Поставши члан универзитетске психијатријске клинике, Монтесоријева је убрзо почела да се занима за образовање „ретардираних“ и „назадних“. Када је један од васпитача дечјег одељења са гађењем коментарисао да деца купе мрве са пода и једу их, Монтесори је схватила да та деца, не имајући никаквог намештаја у скромним просторијама у којима су обитавала, вапе за чулном мотивацијом и активношћу руку, што је такође погоршавало њихово стање. Током 1897. и 1898. године Монтесори је покушала проширити своја знања похађањем курсева педагогије, читајући Русоа, Песталоција и Фребела. Око 60 година раније, Фребел је развио дечји вртић у којем је нагласак био на дечјој игри у раном добу живота. У тој школи Фребел је развио низ образовних играчака које је називао „даровима“, а који су и касније остали познати као „Фребелови дарови“.
У току 1898. године рад Марије Монтесори са децом заосталом у развоју је почео да придобија више пажње у научним круговима. Позвана је да одржи предавање на образовном конгресу у Торину о обуци хендикепираних лица. Ту је заступала спорну теорију да недостатак одговарајућег старања о назадној и психички узнемиреној деци узрокује њихово касније преступништво. Након овог догађаја, Монтесори се следеће године обратила Националном педагошком конгресу, представљајући своје виђење реформе друштва и политичке економије кроз реформу школовања. Ова идеја се и касније одржала код Монтесоријеве током целог њеног живота.

#### Ортофреничка школа
Монтесорина укљученост у Националну лигу за образовање деце заостале у развоју јој је омогућила разговор са једним од директора нове установе под називом „Ортофреничка школа“ (итал. Scuola Ortophrenica). У школи се старало о деци са широком лепезом различитих душевних поремећаја, што је представљало прекретницу у Монтесорином животу, претварајући је од лекара у образовног радника. До тог тренутка све њене идеје су биле само на папиру, али у овој малој школи је могла да их спроведе у дело. Провела је две године радећи са децом, експериментишући и дорађујући образовни материјал који су осмислили Итар и Сигин (Jean Marc Gaspard Itard и Édouard Séguin), француски лекари који су имали велики утицај на Монтесори. Итар и Сигин, његов ученик, били су врло познати у научним круговима по свом изузетном раду са „Дивљим дечаком из Аверона“. Дању је радила, подучавала и посматрала децу, а ноћу правила белешке, уводећи научни, аналитички став у свој рад.
Њен први значајан успех представљали су осморо њених ученика који су се пријавили за државни испит читања и писања. „Назадна“ деца не само да су положила, него су њихове оцене биле изнад просека, што је касније названо „првим чудом Монтесори“.
У љубавној вези која се родила између ње и Ђузепеа Монтесанија, Марија Монтесори је 1898. године родила сина, којем су дали име Марио. Марио је послат на чување извесној породици у околини Рима где га је Марија често посећивала и, иако је прошло више година пре него што је Марио сазнао да му је Марија уопште мајка, између њих се касније развила јака повезаност и заједнички рад, а Марио је наставио мајчин рад и након њене смрти.
Године 1901. Монтесори је напустила Ортофреничку школу и започела самосталан рад у областима образовне филозофије и антропологије. Године 1904. је прихватила положај предавача у Педагошкој школи Универзитета у Риму, на којем је остала до 1908. године. На једном предавању је говорила својим студентима:
Предмет наших изучавања је човечанство; наша сврха је да постанемо учитељи. Е, оно што заиста чини учитеља је љубав за људско дете; јер љубав је оно што од друштвене дужности образовног радника чини вишу свест о мисији.

#### Дечја кућа
У време док је предавала на Универзитету у Риму, град Рим се брзо развијао и у грозници грађења нових и нових зграда и сталних варирања потребе и потражње, многе грађевинске фирме су долазиле до банкрота и остављале незавршене зграде за собом, које су се брзо претварале у сквотере. Једну такву зграду, која се налазила у дистрикту Сан Лоренцо, спасила је група богатих банкара који су поделили велике станове на више малих и населили их сиромашним породицама. С обзиром да је већина станара радила током дана ван својих станова, новоградњу су брзо угрожавали дечји несташлуци, због чега су покровитељи пришли Марији Монтесори и понудили јој да се стара о деци да би умањили штету. Монтесори је усхићено прихватила позив да ради са нормалном децом и, рачунајући на материјал који је припремила током рада у Ортофреничкој школи, 6. јануара 1907. године отворила „Дечју кућу“ (итал. Casa dei Bambini). Организована је мала церемонија отварања школе, али је мало ко могао предвидети њен каснији значај. Марија Монтесори, међутим, тврдила је да је већ тада имала посебан осећај:
Имала сам тада чудан осећај који је учинио да нагласим да је у питању почетак подухвата о којем ће једног дана цели свет говорити.
У школу је укључила бројне активности и образовне материјале, али је задржавала само оне који су децу заиста заокупљали. Монтесори је схватила да деца која проводе време у окружењу које је осмишљено да подржава њихов природни развој имају моћ да сама себе образују. Касније је тај процес називала само-образовањем (ауто-едукацијом). Године 1914. је писала: „Нисам ја измислила методу образовања, ја сам само дала некој малој деци шансу да живе.“

#### Ширење система Монтесори
До 1908. године већ је постојало пет „дечјих кућа“ — четири у Риму и једна у Милану. Деца која су похађала наставу у некој од тих школа су брзо напредовала и деца су читала и писала већ са 5 година старости. Вести о Монтесорином новом приступу у раду са децом су се брзо шириле и у току само једне године бројни швајцарски вртићи су се пребацивали на њене методе, те је започело ширење њених учења.
У лето 1909. године одржала је први курс за око 100 студената, а њени записи и белешке су се претворили у књигу под насловом „Научна педагогија“ и под насловом „Дечја кућа“, која је убрзо преведена на преко 20 језика. Године 1946. је поново објављена, овај пут под насловом „Откриће детета“, а под тим насловом је преведена и на српски језик, али са огромним кашњењем — тек 2001. године. Преводилац књиге и аутор предговора је др Жељко Ђурић.
Када је 1912. године умрла њена мајка, у 72. години живота, Марија је довела свог сина Марија да живи с њом. Већ тада њена учења су доживела велику експанзију; друштва „Монтесори“, школе и курсеви су постојали широм света, а Монтесори је много времена проводила путујући и држећи предавања и говоре; највише у САД, Уједињеном Краљевству и Холандији. Напредак је, међутим, великим делом покварен избијањем Првог свјетског рата. Након што се 1917. вратила из САД, пошто се Марио у међувремену оженио својом првом женом Хелен Кристи, Марија се преселила у Шпанију, у Барселону, где је за њу организована „Лабораторија семинара педагогије“ (итал. Seminari Laboratori di Pedagogia). Ускоро су јој се придружили њен син и његова жена, а они су ускоро добили два сина, Марија Јуниора и Роланда, и две кћерке, Марилену и Ренилде. Ренилде, њена најмлађа унука, до скора је била на функцији генералног секретара удружења „Монтесори“, које је Марија основала 1929. године да би се наставио њен рад.

#### Други светски рат
Монтесори је желела да оснује трајно средиште развоја своје методе учења, али много тога је спречено појавом фашизма у Европи. До 1933. године све њене школе у Њемачкој су затворене и њен портрет је горио на гомили спаљених књига у Берлину. Исте године, након што је одбила да сарађује са Мусолинијем и програм својих школа у Италији обликује по моделу покрета фашистичке омладине, и оне су све затворене. Избијање грађанског рата у Шпанији је навело Монтесори и њену породицу да из Барселоне пребегну у Лондон, у лето 1936. године. Одатле су пребегли у Холандију и ту остали у кући Аде Пирсон, кћерке холандског банкара. Марио, који се до тада био увелико отуђио од своје прве жене, касније се оженио Адом.
Године 1939. Индијско теозофско друштво је послало позивницу Марији Монтесори да дођу у Индију. Пристали су и отпутовали тамо, где су намеравали да одрже тромесечни семинар и предавања у Мадрасу. Међутим, по избијању рата, као италијански држављани, Марио и Марија су ухапшени, Марио је послат на присилни рад, а Марија је стављена у кућни притвор. Провела је лето у Кодаиканалу, а мисли су јој биле испуњене размишљањима о повезаности свих ствари у природи, што је касније изродило идеју која ју је држала до краја живота, познату под називом „космичко образовање“, које је представљало нови приступ у образовању деце између 6 и 12 година старости. Ту у Индији, Монтесори је касније упознала Махатму Гандија, Нехруа и Тагору. На свој седамдесети рођендан, Марија је упутила званични захтев индијској влади да јој се син ослободи, што је и учињено. Марија и Марио су касније обучавали преко хиљаду индијских наставника.

#### Крај живота
Године 1946. по завршетку рата, Монтесоријеви су се вратили у Холандију, где је Маријеву децу и даље чувала Ада Пирсон. Следеће године Монтесори се обратила Унеску на тему „Образовање и мир“. Две године касније је номинована за Нобелову награду, коју, међутим, није добила. Њен последњи јавни наступ је био у Лондону 1951. године, где је присуствовала деветом Међународном конгресу „Монтесори“.
Дана 6. маја 1952. године, одмарајући се у башти породице Пирсон у Холандији, у Нордвику, Марија Монтесори је преминула у присуству свог сина Марија. Разговарали су о томе да ли треба да се упути у Африку. Речено јој је да је са осамдесет и једном годином исувише крхка да би путовала тако далеко и да би могао неко други ићи уместо ње и одржати предавање. „Значи више никакве користи од мене?“, упитала је. Након око сат времена умрла је од можданог удара.

## Образовни систем „Монтесори“
Полазни став Марије Монтесори је да „дете само себе открива покретима и сензомоторним искуствима“ још од најранијих тренутака свог живота. Дете у себи по самом рођењу има потребу да учи и ствара и све што васпитач треба да чини је да му ослобађа путеве којима ће моћи да се самосазна. Те унутрашње потребе су увек конструктивне уколико им се омогући остваривање. Овај принцип се често изражава реченицом: „Помози ми да то урадим сам!“.
По Монтесоријевој, у најранијим узрастима дете неће да му се ишта покаже, него само да му се „помогне у процесу његовог природног развоја“. Да се пажња детета не би распршила, односно да би се дете усредсредило на одређено учење, треба му пружити потребну тишину и мир у просторији у којој учи.
За проверу наученог или за корективну помоћ при учењу, користи се потреба детета за пажњом. Оно само доноси свој рад (резултат свог рада) да га покаже учитељици. Она тада треба да буде тиха и стрпљива. Треба да разуме, прихвата и подстиче. Учитељица не треба да покушава да улије знање у главу детета, него да у кратким и појединачним разговорима, објашњавањем и пружањем помоћи у разумевању подстиче њихову радозналост и усмерава њихов даљи рад. Овде ће додатно бити изложени само од неких аспеката образовања по систему „Монтесори“.

### Пресудно доба
Монтесори сматра да је дете са три године већ поставило темеље своје личности и да му је тек тада потребна спољашња помоћ у школском образовању. У књизи „Упијајући ум“ Монтесори тврди:
Његова (детета од три године старости) достигнућа су толика да се слободно може рећи: малишан који са три године полази у „школицу“ већ је мали човек. Психолози тврде да су наше способности, у поређењу са способностима детета, веома оскудне. Да бисмо успели у ономе у чему је дете успело током прве три године живота, нама — одраслима — требало би шездесет година напорног рада... Ипак, оно ни тада није исцрпело моћ коју поседује: да „упија“ из своје околине.
У Монтесорине „Дечје школе“ обично су полазила деца старости око 3 године. Иако су им родитељи били неписмени и припадали нижим слојевима, та деца су без великих тешкоћа савладавала писмо већ до своје пете године. Када би их неко питао ко их је научио томе, она би одговарала „Учио? Нико ме није учио.“ Полазећи од става да деца „упијају“ из своје околине, учитељи ове школе су дошли до закључка да би им на исти начин требало помоћи да „упијају“ и остале елементе културе — ботанику, математику, зоологију, географију — и да то чини са истом лакоћом, не умарајући се.
Монтесори је тако дошла до закључка да образовање није резултат рада учитеља, него природни процес који се одвија спонтано у људском бићу. Дете не учи слушајући речи учитеља, него сопственом активношћу и искуствима. У тој ситуацији учитељ треба да омогући детету окружење у којем ће само моћи учити.

### Казна и награда
У образовном систему „Монтесори“ нема потребе ни за наградом, ни за казном. Монтесори се супротставља увреженом становишту по којем дете треба већ по почињеној грешци исправљати или чак критиковати. Такође, сматра да награда, која се ионако, осим у систему оцена, у устаљеним школским програмима релативно ретко даје, одузима духовну спонтаност детета. По њеном мишљењу, најбитније је да дете усвоји „контролу грешке“, тј. да грешку само препознаје и у складу са својим системом вредности отклања у будућим активностима. У једној игри која је представљала вежбу читања, деци су дати одређени предмети и картице на којима су са једне стране били написани називи одговарајућих предмета, а са друге стране њихове слике. Деци је постављен задатак да, без гледања у слике, него само читајући, поставе картице поред одговарајућих предмета. Када би их поставили, деца су могла да окрену картице и провере како су урадили. То би им, тврди Монтесори, представљало велико задовољство. На тај начин дете може да види где је погрешило (ако је погрешило) и да без спољашње награде осети радост учињеног рада.
Оцене су беспотребне и од њих нема никакве користи, сматра Монтесори. Као и оцене, наставникове опаске попут „Ви немате појма“ или „Стално правите исте грешке“ доводе до снижавања енергије деце и умањења њиховог интересовања. Рећи детету да је глупо или неваљало значи само понизити га и смањити вероватноћу да ће се оно занимати за дати предмет. Недостаци се уклањају једино кроз искуство и вежбу, а дисциплина се постиже само кроз дружење са другом децом, а не слушајући приче да је недисциплиновано.

### Образовни материјал и окружење
У складу са идејом да деца треба да буду слободна и уче кроз сопствену активност, Монтесори је деци у својим школама задавала различите задатке из области ботанике, вртларства, кувања, чишћења, бриге о животињама и, наравно, читања, писања итд. Деци је било дозвољено да се слободно крећу по учионици, а наставник би био ту да помогне ако постоји неки проблем. Учионица није смела бити пренатрпана и бучна и трудило се да сваком детету буде пружен мир у којем може да решава/обавља свој задатак, а да му се пажња не распрши.
Коришћене су различите „играчке“, попут горе-поменутих картица са сликама, затим предмети геометријских облика попут цилиндара, кугли, коцки итд. У једном задатку, детету је постављен задатак да уметне гарнитуру цилиндара различитих димензија у округле отворе одговарајућих величина. Једно од деце је уметнуло све цилиндре осим једног, које није могло да стане у преостали отвор, а остали цилиндри су се сви климали у својим отворима. Дете је било приморано да анализира где је погрешило, а истовремено заинтересовано да вежбу понови како би дошло до успеха. Овај прибор је истовремено изоштравао дечја чула и омогућавао контролу грешке.

### Критични периоди
Монтесори се дубоко слагала са ставовима Итара које је стекао током свог рада са „дивљим дечаком из Аверона“: да постоје одређена раздобља у животу детета када оно може нешто да научи и да се та способност временом смањује; ако прође исувише времена, а дете то не научи, може потпуно изгубити ту способност. Итар је до овог закључка дошао након више година узалудног труда да дечака Виктора, који је пронађен у дивљини са својих 12 година, научи људском говору. Спекулисао је да је дете прошло кроз период када је требало да научи говор и да са већ више од 12 година старости то више није у стању.
Монтесори је ово становиште уградила у саму срж свог система образовања и у својим књигама изложила детаљне шеме развоја дететовог језика, шаке, интелигенције итд. кроз поједина раздобља његовог живота. У самој школи, Монтесори сматра да ће деца на одговарајућем степену без икаквих тешкоћа учити оно за шта су тренутно спремна, ако је унапред познато када је дошло до тог тренутка и ако им се за то спреми одговарајуће окружење. Наравно, неће се свој деци ови периоди поклапати тачно у датум, штавише; зато децу треба посматрати, пратити њихов развој и приметити када дође до тренутка њихове спремности за одређено учење.

### Преглед основних правила система „Монтесори“
- Дете може само да учи кроз сопствену активност.
- Деца су компетентне особе у које се може имати поверења и које су у стању да доносе сопствене одлуке.
- Образовни радник са децом треба више да буде посматрач него учитељ.
- Постоје периоди у животу детета у којима је оно нарочито способно за стицање одређених знања или способности попут ходања, говора, рачунања, читања и разних друштвених способности. У овим раздобљима дете те ствари учи брзо и без тешкоћа.
- Деца од рођења до своје шесте године имају „упијајући ум“, односно изузетно велику моћ учења из свог окружења, мотивацију и радозналост. То се може приметити у дететовој непресушној енергији да гугуче, брбља, говори и пева, што све води развитку језика и доброг говора, као и да непрестано поставља питања.
- Деца уче кроз искуство и откриће; основни алати у образовању које је засновано на овом принципу су дидактички материјали и успостављање „контроле грешке“. Кроз употребу ових дидактичких материјала, дете учи да само открива и исправља грешке уместо да му учитељ даје тачан одговор.
- Рука, тј. шака је уско повезана са развојем мозга детета. Деца морају физички да додирну одређени предмет, његов облик, осете температуру и слично, а не да само слушају наставника или гледају у телевизијски екран који ће им рећи оно што би сама заиста научила.

## Утицај
Иако је доживела бројне критике током 1930-их и 1940.их година, метода „Монтесори“ је преживела и данас се примењује у бројним школама и вртићима широм света. Највише се примењује у Сједињеним Америчким Државама, у којима постоји преко 1100 школа заснованих на тој методи. У Уједињеном Краљевству постоји преко 500 школа заснованих на образовном систему „Монтесори“, у Канади 33, у Аустралији 160 са преко 12.000 ученика, а бројне школе засноване на њеном систему постоје и у Немачкој, Холандији итд.
Постоје и разне школе које су само декларативно засноване на методи „Монтесори“ из маркетиншких разлога.
У многим државним школама образовни систем „Монтесори“ се примењује само делимично. Нажалост, оваква делимична примена не може довести до жељених резултата.

## Признања
- Године 1949. Марија Монтесори је номинована за Нобелову награду,[7] али је није добила.
- Године 1980. Марија Монтесори се нашла на кованици од 200 италијанских лира.[14] Током 1990-их њена слика је била на новчаници од 1000 лира, која је тада била најчешће у употреби. На претходном издању новчанице од 1000 лира је био Марко Поло, а Монтесорина новчаница се одржала све док није уведен евро као званична валута у Италији.

## Препоручена литература

### На српском језику
- Марија Монтесори, „Откриће детета“ (2001) Београд: ЦРС
- Марија Монтесори, „Упијајући ум“. „Беокњига“.

### На енглеском језику
- Montessori, Maria (1987). From Childhood to Adolescence Including "Erdkinder" and the Functions of the University. Schocken Books. ISBN 978-0-8052-0500-8.
- Montessori, Maria (1989). The Formation of Man. ISBN 978-1-85109-097-6.
- Montessori, Maria (1989). To Educate the Human Potential. ISBN 978-1-85109-094-5.
- Standing, E. M. (1998). Maria Montessori: Her Life and Work. Penguin. ISBN 978-0-452-27989-6.